# Орбеладзе, Сергей
Сергей Орбеладзе (груз. სერგი ორბელაძე; род. 1 мая 1982, Тбилиси) — грузинский футболист, игравший на позиции защитника.

## Клубная карьера
Футбольную карьеру начал в 1998 году в составе «Маргвети» (Зестафони). В 2000 усилил «Гурию» (Ланчхути). С 2002 по 2004 года выступал в столичном «Локомотиве». В 2002 году также защищал цвета резервной команды тбилисских «железнодорожников».
Накануне начала сезона 2004/05 усилил клуб «Тбилиси», но из-за правовых причин в начале 2005 года перешел в другой столичный клуб — «Динамо». В футболке «динамовцев» был капитаном команды, став бронзовым призером чемпионата Грузии сезона 2005/06. За «Динамо» отличился 1 голом в квалификационном раунде Лиги чемпионов. В сезоне 2006/07 потерял свое место в основном составе тбилисского клуба. Летом 2006 года был на просмотре в «Металлисте», но тогдашний тренер «Металлиста», Мирон Маркевич, не видел Орбеладзе в составе харьковского клуба. В конце июля 2006 года подписал контракт с мариупольским «Ильичёвцем», где выступал под сорок четвёртым номером. Дебютировал за «мариупольцев» 5 августа 2006 в победном выездном поединке 3-го тура Высшей лиги против алчевской «Стали» (2:0). Орбеладзе вышел на поле в стартовом составе и отыграл весь матч. После этого за первую команду «Ильичевец» сыграл лишь в двух поединках Кубка Украины. В дублирующем составе «мариупольцев» сыграл 7 матчей. В начале 2007 года покинул расположение «Ильичёвца».
В 2007 году вернулся в Грузию, где подписал контракт с «Сиони» (Болниси). Сезон 2007/08 провёл в клубе «Олимпи» (Рустави). В феврале 2008 года по рекомендации Ахрика Цвейбы и по приглашению исполняющего обязанности главного тренера «Закарпатья», Владимира Шарана, прибыл на просмотр в ужгородский клуб. Отправился с командой на тренировочный сбор, но контракт так и не подписал. После этого отправился в Молдавию, где подписал контракт с «Дачией». В 2009 году вернулся в «Сиони». Сезон 2009/10 провел в Азербайджане, где защищал цвета сумгаитского «Стандарда». После этого вернулся в Грузию, где снова выступал в «Сиони». С 2011 по 2012 года выступал за «Металлург» (Рустави) и «Спартак-Цхинвали».
Сезон 2012/13 провел в «Сиони», а в следующем — защищал цвета «Металлурга» (Рустави) и «Дилы» (Гори). С 2014 по 2017 года выступал за «Мерани» (Мартвили) и «Лиахви-Цхинвали».

## Достижения

### «Динамо» (Тбилиси)
- Бронзовый призёр чемпионата Грузии: 2005/06